# Jankova
Jankova je naselje v Občini Vojnik.
Etnična sestava 1991:
- Slovenci: 104 (99 %)
- Neznano: 1 (1 %)